# Gnophomyia regnatrix
Gnophomyia regnatrix är en tvåvingeart som beskrevs av Alexander 1943. Gnophomyia regnatrix ingår i släktet Gnophomyia och familjen småharkrankar.
Artens utbredningsområde är Peru. Inga underarter finns listade i Catalogue of Life.